# North American SuperLiga 2009
De  Noord-Amerikaanse Superliga 2009 zal de  3de editie zijn van de Noord-Amerikaanse Superliga. Het huidige plan is dat de Top 4 van de Major League Soccer zich kwalificeren door middel van het totale punten aan het einde van het seizoen 2007. Er is geen kwalificatiemethode voor de Mexicaanse clubs uit de Primera División de México.

## Gekwalificeerde teams
Uit de  Verenigde Staten Major League Soccer
- Columbus Crew
- Houston Dynamo
- Chicago Fire
- New England Revolution

Uit   Mexico La Primera División
- CF Atlante
- Santos Laguna
- Club Tigres
- Atlas

## Groepsfase

### Groep A
| Team         | Pld | W | D | L | GF | GA | GD | Pts |
| ------------ | --- | - | - | - | -- | -- | -- | --- |
| Club Tigres  | 3   | 2 | 0 | 1 | 5  | 5  | 0  | 6   |
| Chicago Fire | 3   | 2 | 0 | 1 | 3  | 2  | 1  | 6   |
| San Luis     | 3   | 1 | 1 | 1 | 4  | 3  | 1  | 4   |
| Chivas USA   | 3   | 0 | 1 | 2 | 2  | 4  | −2 | 1   |

### Group B
| Team                   | Pld | W | D | L | GF | GA | GD | Pts |
| ---------------------- | --- | - | - | - | -- | -- | -- | --- |
| New England Revolution | 3   | 2 | 1 | 0 | 6  | 3  | 3  | 7   |
| Santos Laguna          | 3   | 1 | 1 | 1 | 5  | 5  | 0  | 4   |
| Atlas                  | 3   | 0 | 2 | 1 | 0  | 1  | −1 | 2   |
| Kansas City Wizards    | 3   | 0 | 2 | 1 | 2  | 4  | −2 | 2   |

## Halve finale
|                        |                |         |                        |                                                                                  |
| 15 juli 2009 19:00 EDT | New England    | 1 – 2   | Chicago                | Gillette Stadium, Foxborough Toeschouwers: 7.215 Scheidsrechter: Paul Ward (USA) |
| 15 juli 2009 19:00 EDT | Jankauskas 44' | Verslag | McBride 34' Blanco 63' | Gillette Stadium, Foxborough Toeschouwers: 7.215 Scheidsrechter: Paul Ward (USA) |

|                        |                                             |        |                          |                                                                                |
| 15 juli 2009 21:00 EDT | Club Tigres                                 | 3 – 2  | Santos Laguna            | Gillette Stadium, Foxborough Toeschouwers: 7.215 Scheidsrechter: Jamie Gardano |
| 15 juli 2009 21:00 EDT | Molina 3' Fonseca 19' Lobos 68' Batista 83' | Report | Quintero 27' Torres 91+' | Gillette Stadium, Foxborough Toeschouwers: 7.215 Scheidsrechter: Jamie Gardano |

## Finale
|                     |               |                              |             |                         |
| 5 augustus 2009 TBA | Chicago Fire  | 1 – 1 en 3 - 4 na shoot outs | Club Tigres | Toyota Park, Bridgeview |
| 5 augustus 2009 TBA | Nyarko begin' |                              | Batista 43' | Toyota Park, Bridgeview |